# Ixhuapan, Acayucan
Ixhuapan är en ort i Mexiko.   Den ligger i kommunen Acayucan och delstaten Veracruz, i den sydöstra delen av landet, 500 km öster om huvudstaden Mexico City. Ixhuapan ligger 88 meter över havet och antalet invånare är 1 356.
Terrängen runt Ixhuapan är platt. Runt Ixhuapan är det ganska tätbefolkat, med 54 invånare per kvadratkilometer. Närmaste större samhälle är Acayucan, 8,1 km sydväst om Ixhuapan. Omgivningarna runt Ixhuapan är en mosaik av jordbruksmark och naturlig växtlighet.